# Grb Afganistana
Grb Afganistana sastoji se od šehadeta ispisanog na arapskom jeziku na vrhu, ispod kojeg se nalazi džamija s mihrabom. S džamije se viore dvije zastave koje predstavljaju zastave Afganistana. Ispod džamije je napisan naziv nacije. Cijeli grb je bijele boje na crvenoj pozadini.

## Također pogledajte
- Zastava Afganistana